# マセラティ・ギブリ (M157)
ギブリ (M157) (Ghibli) は、イタリアの自動車メーカーであるマセラティが2013年から製造・販売するEセグメント高級サルーンであり、M157は、そのモデルコードである。

## 概要
「ギブリ」の名称は、1990年代終盤にマセラティが2代目のギブリの生産を終了して以来、途絶えていたが、2013年4月に開催された上海モーターショーにて新型の3代目ギブリが発表され、約15年ぶりにギブリの名称がマセラティのラインアップに加わる事になった。
新しいギブリは、Eセグメントに分類される高級スポーツセダンであり、マセラティが掲げた「2015年までに年間5万台を生産する」という目標達成を支える戦略的モデルである。そのセグメントが示すように、メルセデス・ベンツ・Eクラス、BMW・5シリーズ、アウディ・A6等の車種と競合する。
上述したような車種の顧客を取り込みつつ販売台数を伸ばす為に、価格設定は低めに抑えられており、日本では1,000万円未満からでも購入可能である。この、マセラティとしては価格を抑えて他社からの客を獲得するという目論見は成功しており、例えば2014年には、総計約3万6,500台の車両を販売して前年比でプラス136%という、記録的な伸び率を記録。そして、その内訳の6割以上 (約2万3,500台) をギブリが占めていた。

## デザイン・機能性

### エクステリア・デザイン
Eセグメントの乗用車としてはかなり大きいボディ・サイズであり、特に全幅に関しては1つ上位のFセグメントに属するメルセデス・ベンツ・Sクラスやポルシェ・パナメーラ等よりも大きい。
フロントフェイスは、開発途上で描かれたレンダリングの時点で既に方向性が表れていた。グリルのデザインは、マセラティ伝統の大きな開口デザインとなっている。グリルのルーバーは凹型で、中央にトライデントのロゴが配されている点も、マセラティの共通のデザインアイコンである。ヘッドライト及びテールランプにはLEDが採用されている。
サイドビューは4ドアセダンながらクーペのような流れるデザインを持ち、ドアもクーペで多く見られるサッシュレス方式となっている。当然、サイドにもマセラティのアイデンティティが反映されており、フロント・フェンダー近傍の3連ダクトや、Cピラーに配されるトライデントのサエッタ・ロゴ等がある。
マフラーは左右各2本、計4本出しとスポーティな設計である。
ボディカラーは、2色のソリッド(ネロ、ビアンコ) と9色のメタリック(グリジオ、ブルー・エモツィオーネ、ほか) の計11色から選択可能で、ホイールは18インチから21インチまでのサイズで、7種類から選択可能である。
その他、エクステリアに関するオプションとしては(ホイールも含めて、グレードによっては選べないケースもあるが)、ロッソやブルー等のカラードキャリパー、サンルーフ、防眩機能付きドアミラー等がある。

### インテリア・デザイン
インテリアの特徴の1つに、運転席と助手席が独立的に設計された「ダブル・コックピット・レイアウト」が採用され、内装のスポーティさを演出している。また、ダッシュボードに設置された時計はアナログ式であり、これもマセラティの各車種に共通するデザインである。
シートは、イタリアの高級家具メーカーであるポルトローナ・フラウが手掛ける上質なデザインであり、クラフトマンシップが息づくステッチ、トリムのオプションも合わせると、非常に多様なバリエーションから選択可能である。また、エルメネジルド・ゼニアと組んで開発された「ゼニア・パッケージ」、カーボン・ファイバーのデザインを取り入れた「カーボン・パッケージ」等も存在する。
エクステリア同様、インテリア及び車内エンターテインメントに関するオプション設定も豊富で、アルカンターラのルーフ・ライニング、フロント及びリアのシート・ヒーター、フロント・シートのベンチレーション、バワーズ・アンド・ウィルキンスやハーマン・カードンのオーディオ・システム等、多岐に渡る (グレードや年式によって、差異あり)。

## 機構・パワートレイン

### エンジン
ギブリに搭載されるエンジンはガソリンエンジン、ディーゼルエンジン問わず全車、マセラティが設計したV型6気筒・DOHC24バルブヘッドのエンジンであるが、組み立てはマラネッロにあるフェラーリの工場で行われる。グレードや年式によって、様々なバリエーションがある。
ギブリ (ベースグレード)
ガソリン・エンジンのベースグレードは、2,979ccのエンジンをツインターボで過給するエンジンが搭載され、4,750rpmで330PS (243kW) 、500Nmを発生させる。このエンジンには1度変更が加えられ、その時の公称値は5,500rpmで350PS (275kW) に上げられた。
S・SQ4
搭載されるエンジン自体はベースグレードと同一であるが、ベースグレードに対してパワーアップされており、5,500rpmで410PS (302kW)、最大トルクは550Nmを誇る。
ディーゼル
ガソリン・エンジンとは異なるスペックのV6・DOHC24バルブエンジンが搭載されている。排気量は2987ccであり、馬力は4000rpmで275PS (202kW) と劣るものの、トルクはS及びSQ4をも上回る570Nmないし600Nmとなっており、ディーゼル・エンジンの特性が表れている。